# Seconde d'arc par an
La seconde d'arc par an est l'unité usuellement utilisée en astronomie, conjointement avec ses sous-multiples (essentiellement la milliseconde d'arc par an et la microseconde d'arc par an), pour mesurer le mouvement propre des astres. L'unité dérivée du système international pour cette grandeur, le radian par seconde, n'est guère utilisée ; 1 seconde d'arc par an équivaut à 1,54 × 10−13 radian par seconde.